# La playa salvaje
La  playa salvaje (The Wild Shore, 1984) es una novela escrita por el escritor estadounidense Kim Stanley Robinson. Forma parte de la Three Californias Trilogy.

## Argumento
Henry tenía sólo diecisiete años, y deseaba, como todos los demás miembros de su pequeña y aislada comunidad, que Norteamérica volviera a ser grande, como lo había sido sesenta años, antes de que cayeran las bombas. Pero, para sus conciudadanos de San Onofre, sobrevivir ya era suficiente. Todo lo demás no eran más que sueños.
Hasta que aparecieron dos hombres que se presentaron como miembros de la Resistencia Americana, y le mostraron que había todo un mundo más allá, que Norteamérica era objeto de un complot internacional, que estaba siendo sometida a cuarentena por voluntad de los demás países, y que era preciso luchar en pro de la reconquista de la dignidad y de los derechos humanos. Pero las cosas nunca son tan fáciles como parecen

## Premios
1º del Premio Locus (1985) en “Primera Novela”
2º del Premio Nebula (1985)
16º del Premio Locus (1985) en “Novela de Ciencia Ficción”
| Predecesor                              | Premios de La playa salvaje                   | Sucesor                |
| --------------------------------------- | --------------------------------------------- | ---------------------- |
| Té con el dragón negro de R. A. MacAvoy | Premio Locus a la mejor primera novela (1985) | Contacto de Carl Sagan |